# Ruud Koutiki
Ruud Lorain Flovany Koutiki Tsilulu (Brazzaville, 10 ottobre 1989) è un atleta paralimpico italiano, specializzato nella velocità e nel salto in lungo.

## Record nazionali
- 60 m piani indoor T20: 7"06 ( Reims, 1º marzo 2014)
- 200 m piani T20: 22"34 ( Parigi, 17 luglio 2018)
- 400 m piani T20: 49"73 ( Swansea, 22 agosto 2014)
- Salto in lungo T20: 6,22 m ( Praga, 12 giugno 2013)
- Salto in lungo indoor T20: 6,25 m ( Ancona, 24 gennaio 2013)
- Staffetta 4×100 m: 43"26 (2019)
- Staffetta 4×100 m (società): 47"62 (2019)
- Staffetta 4×200 m indoor: 1'35"69 (2018)
- Staffetta 4×200 m indoor (società): 1'39"28 (2020)
- Staffetta 4×400 m: 3'31"05 (2018)
- Staffetta 4×400 m (società): 3'36"68 (2017)
- Staffetta 4×400 m indoor: 3'35"09 (2018)
- Staffetta 4×400 m indoor (società): 3'44"82 (2017)

## Palmarès
| Anno | Manifestazione       | Sede           | Evento             | Risultato | Prestazione | Note                                     |
| ---- | -------------------- | -------------- | ------------------ | --------- | ----------- | ---------------------------------------- |
| 2013 | Mondiali paralimpici | Lione          | Salto in lungo T20 | 10º       | 6,16 m      |                                          |
| 2014 | Europei paralimpici  | Swansea        | 400 m piani T20    | Oro       | 49"73       | Record nazionale                         |
| 2015 | Mondiali paralimpici | Doha           | 400 m piani T20    | 7º        | 52"30       |                                          |
| 2016 | Europei paralimpici  | Grosseto       | 400 m piani T20    | 6º        | 50"99       | Miglior prestazione personale stagionale |
| 2016 | Giochi paralimpici   | Rio de Janeiro | 400 m piani T20    | 7º        | 51"14       |                                          |
| 2019 | INAS Global Games    | Brisbane       | 100 m piani        | 5º        | 11"45       |                                          |
| 2019 | INAS Global Games    | Brisbane       | 200 m piani        | Bronzo    | 22"83       |                                          |
| 2019 | INAS Global Games    | Brisbane       | 4×100 m            | Oro       | 43"26       | Record mondiale                          |
| 2019 | INAS Global Games    | Brisbane       | 4×400 m            | Bronzo    | 3'32"19     |                                          |